# 傈僳民族发展党
傈僳民族发展党 (縮寫 LNDP)是缅甸的一个少数民族政党。该党试图在缅甸政坛中为傈僳族谋取正当权益。在2015年緬甸議會選舉中，该党赢得了2个人民院席位和掸邦议会（包括1个民族事务部长）席位。该党主张在葡萄县的五个镇区（葡萄镇区、玛仓堡镇区、广朗普镇区、绍劳镇区、其培镇区）成立傈僳族自治区。